# سعیدالزمان صدیقی
سعیدالزمان صدیقی (انگلیسی: Saeeduzzaman Siddiqui; ۱ دسامبر ۱۹۳۹ – ۱۱ ژانویهٔ ۲۰۱۷) قاضی و وکیل اهل پاکستان بود. وی از سال ۱۹۹۹ تا ۲۰۰۰ قاضی ارشد پاکستان بوده‌است.